# Micro-État
Pour les articles homonymes, voir micro-état (homonymie).
Ne doit pas être confondu avec Micronation.
 (novembre 2008).
Si vous disposez d'ouvrages ou d'articles de référence ou si vous connaissez des sites web de qualité traitant du thème abordé ici, merci de compléter l'article en donnant les références utiles à sa vérifiabilité et en les liant à la section « Notes et références ».

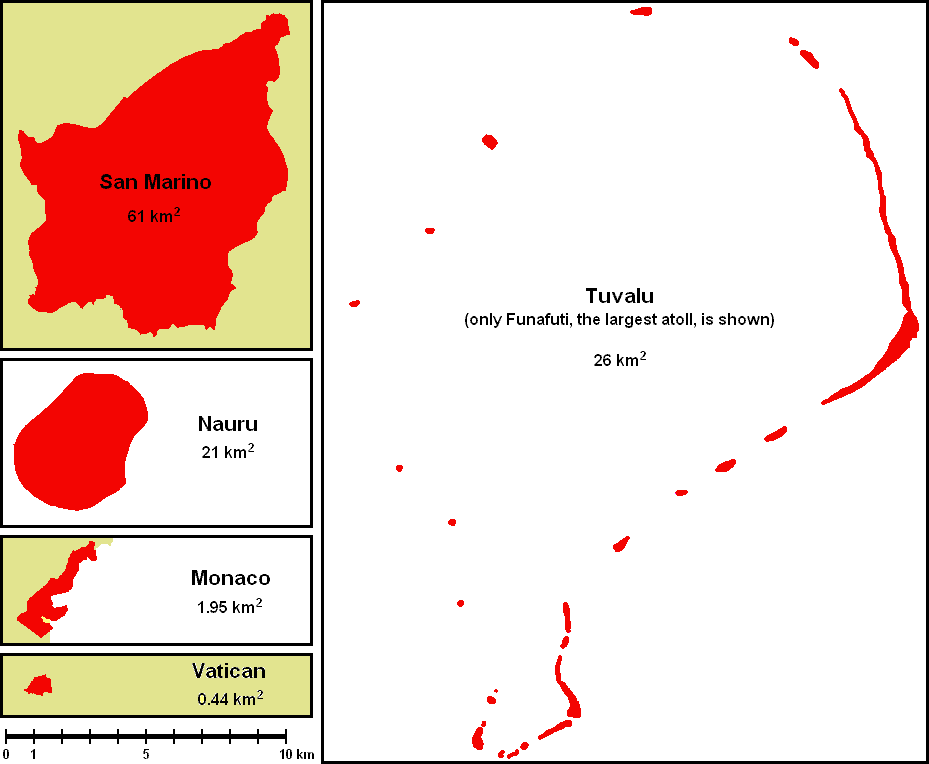
Cinq petits États souverains du monde : Vatican, Monaco, Nauru, Tuvalu et Saint-Marin, représentés sur la même échelle pour comparer les dimensions.

Carte des plus petits États du monde en termes de population ou de superficie.

Un micro-État est un État souverain possédant une faible population ou une petite superficie (et généralement les deux).
Les micro-États ne doivent pas être confondus avec les micronations, qui sont des entités non reconnues.

## Origine
Les micro-États se rencontrent surtout en Europe, résultats d'histoires territoriales complexes, dans les Antilles et dans l'océan Pacifique, sous forme d'États insulaires.

### En Europe
Cinq micro-États sont présents en Europe : Andorre, le Liechtenstein, Monaco, Saint-Marin et le Vatican. Ils ont pu se maintenir au cours de l'histoire grâce à des circonstances politiques favorables, notamment la protection dont ils ont bénéficié de la part de leurs États parrains respectifs (la France et l'Espagne pour Andorre, l'Autriche puis la Suisse pour le Liechtenstein, la France pour Monaco, l'Italie pour Saint-Marin et le Vatican).

### Hors d'Europe
La presque totalité des États non européens sont issus du démembrement des empires coloniaux[réf. nécessaire] (seuls 8 pays font exception dans le monde : Afghanistan, Chine, Ethiopie, Iran, Japon, Népal, Thaïlande et Turquie). Ils recouvrent presque tous, et les micro-États ne font pas exception, plusieurs, voire de nombreux États d'avant la colonisation. Les frontières de ces micro-États ne sont à chercher que dans les contraintes géographiques et les frontières des empires coloniaux.

## Critères
Le critère définissant un « micro-État » peut être sa superficie, sa population ou les deux. Conséquemment, la liste des micro-États varie selon les critères choisis.
| En fonction de la superficie | En fonction de la superficie | En fonction de la population | En fonction de la population |
| ---------------------------- | ---------------------------- | ---------------------------- | ---------------------------- |
| Moins de 1000 km2            | 27 États                     | Moins de 500 000 habitants   | 31 États                     |
| Moins de 500 km2             | 19 États                     | Moins de 100 000 habitants   | 15 États                     |
| Moins de 100 km2             | 5 États                      | Moins de 50 000 habitants    | 9 États                      |

Outre ces critères quantitatifs, les micro-États peuvent être définis à partir du critère qualitatif de délégation de souveraineté. Un micro-État serait alors un État souverain (au regard de la Convention de Montevideo) qui, à cause de sa petite taille et des ressources limitées dont il dispose (notamment humaines et financières), est contraint de déléguer une partie de sa souveraineté à de plus grandes puissances afin de pouvoir fonctionner comme un État moderne. Par exemple, les micro-États européens utilisent la monnaie de leurs États parrains (l’euro en ce qui concerne l’Andorre, Monaco et Saint-Marin, alors que l’économie du Liechtenstein fonctionne avec le franc suisse). Faute d'armée, l’Italie assure la défense de Saint-Marin, alors que celle de l'Andorre est garantie par la France et l'Espagne. Cette délégation de souveraineté s'applique dans de nombreux autres domaines : la diplomatie, la justice, les services postaux, l'enseignement supérieur, etc.
Selon cette définition le Vatican peut ne pas être considéré comme un micro-État, car sa qualité d'État est contestable : sa population n’est pas permanente, un des critères de la Convention de Montevideo. La population du Vatican, composée essentiellement de membres du clergé, n'enregistre en effet aucune naissance et la citoyenneté vaticane n’est octroyée aux résidents que le temps de leurs fonctions au sein du Vatican. En outre, le Vatican n'est que le support territorial du Saint-Siège, la personne morale jouissant de la personnalité juridique internationale qui représente le pape, en tant que chef de l’Église catholique, auprès des organisations internationales.

### Économie

#### Analyse des faits économiques
En règle générale, les îles et les micro-États sont des territoires disposant de peu de ressources. En effet, cela est souvent dû au fait que ceux-ci sont de petite taille. Prenons le cas de Malte, ce petit État insulaire centre son économie sur l’exportation de calcaire, car c’est l’une des seules ressources qu’il possède. Également, il se démarque avec une main d’œuvre productive et un excellent emplacement géographique, un secteur touristique intéressant et des industries de valeurs ajoutées telles que le textile et l’électronique. Malte ne produit que 20 % de ses besoins alimentaires, ce qui le rend dépendant du commerce extérieur. La situation de Malte se différencie très peu de celle des autres îles et micro-États, car comme cité plus haut, leur taille limite la possibilité de développer plusieurs secteurs économiques.
Également, le secteur primaire dans les îles et micro-États est souvent insignifiant, car la majorité de ceux-ci ne dispose que de peu de ressources et doivent donc évoluer dans le secteur tertiaire afin de renflouer leurs coffres. En effet, les économies de ces territoires sont dépendantes du commerce extérieur. Elles doivent centrer l’économie de leurs industries sur la valeur ajoutée des ressources qu’elles exportent afin d’en tirer profit. La majeure partie de leurs revenus provient des services.
D’autre part, cela est une faiblesse en soi, car l’exploitation massive de ressources pose souvent problème. En effet, cela affecte considérablement le profit net en bout de ligne considérant le fait que l’entreprise se doit d’importer les matières premières afin de fonctionner. Le cas contraire serait beaucoup plus payant et stimulerait doublement l’économie. De plus, cela rend les micro-États vulnérables en situation de crise compte tenu du fait qu’ils exportent quasiment tout. S’ils n’ont plus les moyens d’exporter, ils n'en auront logiquement plus pour importer.
Par ailleurs, le PIB de ces nations se classe de façon générale parmi la moyenne mondiale. Ce dernier est en majeure partie constitué des revenus générés par les services, soit le secteur tertiaire. Le PIB par habitant lui, est très variable d’un État à l’autre. Au Liechtenstein par exemple, il est de 143 900 $, ce qui est énorme, tandis qu’au Tuvalu, il est d’à peine 3400$. Cependant, le taux de croissance du PIB est sensiblement le même d’un État à l’autre se situant entre 1 et 5 % en moyenne. Le taux de chômage varie drastiquement d’un micro-État à l’autre par contre. Par exemple, à Monaco, celui-ci est de 0 % et à Nauru, il est de 90 %. Le taux d’inflation est semblable d’un État à l’autre à l’exception du Liechtenstein qui possède un taux se situant autour de 0 %.
En ce qui concerne les importations et les exportations et ce qui a été dit plus haut, il est facilement devinable que les importations surpassent les exportations dans ces endroits. En effet, la taille de leur territoire étant limitée, ils se doivent d’importer pratiquement tout et les chiffres parlent d’eux-mêmes.
Prenons Malte en exemple, les importations totalisaient en 2011 7,336 milliards de dollars alors que les exportations totalisaient 5,204 milliards de dollars. Il est pertinent de mentionner ici que les micro-États sont généralement des nations très endettées et en observant de tels chiffres, il est facile d’en comprendre la raison. Le cas de Malte n’est pas unique, il reflète encore une fois bien la situation économique des micro-États et des îles. Seuls les chiffres diffèrent. Bien sûr, il existe des exceptions. Les exportations de Bahreïn surpassent ses importations, mais cela est dû au fait qu’il possède du pétrole en grande quantité, ce qui n’est pas donné aux autres îles et micro-États qui basent leur économie sur le secteur tertiaire et le tourisme.
Dans le même ordre d’idées, les exportations des îles et des micro-États varient de l'un à l’autre. Comme mentionné plus haut, Bahreïn exporte surtout son pétrole. L'Andorre quant à elle, exporte des produits du tabac, le Liechtenstein exporte majoritairement de l’électronique spécialisée, Saint-Marin, de la pierre de construction, Tuvalu, le coprah, les Palaos exportent des crustacés, Nauru, le phosphate, Malte quant à elle se spécialise dans la machinerie. Il est possible de constater que les principales exportations de ces nations varient beaucoup. Pour ce qui est des produits importés, on constate également une variation, mais beaucoup d’entre eux sont de grands importateurs de nourriture.
De plus, la plupart des îles et micro-États sont endettés. En effet, en 2011, Malte avait une dette extérieure de 48,7 milliards de dollars ce qui représente 6 fois son PIB, et une dette publique qui représente 70 % de son PIB. Nauru possède une dette extérieure de 33 millions de dollars alors qu’il a un PIB de 60 millions de dollars. Cependant, certains micro-États ne possèdent pas de dette externe comme le Liechtenstein et Bahreïn qui sont des nations très prospères.
Les îles et les micro-États sont donc des nations qui importent beaucoup, leurs économies sont très dépendantes du commerce extérieur. Leurs principales sources de revenus proviennent du secteur tertiaire, car certains territoires sont limités en ressources naturelles. De plus, les PIB des îles et micro-États se situent pour la plupart dans la moyenne mondiale. Néanmoins, il ne faut pas en tirer comme conclusion que les habitants de ces nations sont tous riches, car il existe de grands écarts de PIB par habitant.

#### Développement
La plupart des îles et micro-États étaient, autrefois, des colonies issues d’empires telle que la Grande-Bretagne. En effet, celles-ci sont devenues indépendantes que récemment, dans les années 70. Souvent, les îles et micro-États étaient colonisées afin d’en exploiter les ressources. Prenons Nauru en exemple. Ce petit État insulaire de l’Océanie, considéré comme étant la plus petite république indépendante du monde, fut conquise par l’Allemagne en 1888 afin d’y exploiter le sous-sol contenant une grande réserve de phosphate. Ce n’est qu’en 1968 que cette petite île devint indépendante. L’économie de celle-ci se développa à partir de cette ressource unique. L’exemple de Nauru démontre bien comment les îles et micro-États se sont développés économiquement. En effet, la majorité de ceux-ci était auparavant colonisée par des empires qui y exploitaient une ressource en particulier. Ensuite, ceux-ci obtiennent leur indépendance et se développent à partir de cette ressource.
Il est certain que ces territoires ont des obstacles au développement. Premièrement, leur aspect géographique nuit pour sûr à leur accroissement. Particulièrement dans le cas des îles. En effet, celles-ci sont souvent éloignées des grands centres économiques mondiaux. Leur économie doit donc miser sur le transport maritime ou aérien de leurs ressources, ce qui peut faire augmenter le prix des produits et encourager les potentiels clients à acheter ailleurs.
Deuxièmement, certains micro-États sont instables politiquement, comme Bahreïn. Le pays connaît quelques perturbations d'ordre social. Cependant, cela ne nuit pas réellement à son développement puisque son économie est centrée sur l’exportation de pétrole, probablement le produit le plus demandé de nos jours. Par contre, il faut spécifier que la majorité des îles et micro-États étaient auparavant des colonies, ce qui nuisit à leur développement. Effectivement, n’étant pas le réel propriétaire de leurs ressources, ces États dépendants ne tiraient que très peu de bénéfice de leur territoire. Cela a considérablement ralenti le développement de ces zones.
Également, les îles et micro-États connaissent des enjeux économiques. En effet, ceux-ci ont souvent des économies peu diversifiées dû au fait qu’ils possèdent, pour la plupart, peu de ressources. Bahreïn par exemple possède une économie centrée sur son pétrole. Cela pose un problème puisque cette ressource n’est pas renouvelable. Nauru a le même problème, car on prévoit que ses mines de phosphore n’ont plus que trente ans devant elles. Aussi, la majorité des îles et micro-États ne produisent pas suffisamment de nourriture pour sustenter leur population et doivent donc l'importer. En effet, ce problème est dû à leur taille essentiellement petite. Ils possèdent donc peu de terres arables, voire aucune, ce qui explique le coût élevé des denrées à ces endroits. Ensuite, plusieurs îles et micro-États se remettent d’une récession prolongée. C’est le cas de Saint-Christophe-et-Niévès. Selon le FMI, cette petite île aurait des déséquilibres budgétaires et des fragilités structurelles qui présenteraient des risques importants pour les perspectives économiques. Aussi, le micro-État de Malte possèderait, selon l’OCDE, l’une des dettes les plus risquées de la planète.
Par ailleurs, certains micro-États sont considérés comme étant des paradis fiscaux. C’est le cas du Liechtenstein par exemple. Cependant, ce dernier est récemment aux prises avec des problèmes. En effet, il traverse ce que l’on appelle une crise identitaire, car il a dû dernièrement fournir des secrets bancaires aux gouvernements du monde entier. Cela a eu un impact sur l’économie du Liechtenstein, puisque les investisseurs se sont mis à se méfier de la protection de leur argent et sont désormais plus réticents à y investir.
Les micro-États sont assez stables politiquement et socialement. Cependant, certains comme Bahreïn connaissent quelques désordres publics. En effet, son gouvernement autoritaire cause fréquemment l’indignation de son peuple et il est devenu coutume de voir ses habitants manifester pour un régime politique plus égalitaire dans les rues.

### Population
Les deux tiers des pays du monde n'excèdent pas le millième de la population de la Chine, plus d'une trentaine n'excèdent pas le centième de la population moyenne, les vingt plus petits pays cumulent moins d'un million d'habitants. Mais la taille normale des pays a beaucoup augmenté au cours de l'histoire. L'époque où la Chine ne comptait pas plus d'habitants que la France actuelle fait partie de l'histoire et le nombre de pays qui n'excédaient pas le millième de sa taille était alors plus élevé qu'aujourd'hui de plusieurs ordres de grandeur. La taille normale de cette époque serait aujourd'hui qualifiée de micro selon n'importe quel critère.

### Institutions
Qualifier d'État un pays ou une collectivité humaine soulève des questions bien plus difficiles que de le qualifier de micro. C'est particulièrement vrai pour les plus petits qui n'ont en général pas les moyens d'entretenir un corps diplomatique (à l'exception notable du Vatican) ou une armée, mais le reste pour des pays de taille relativement importante. Si la Somalie (où les pouvoirs exécutif, législatif et judiciaire ne sont plus assurés), le Sahara occidental (reconnu par plus de 50 pays mais occupé par le Maroc depuis son « indépendance »), l'Allemagne ou le Japon de l'immédiat après-guerre (interdits d'armée), ou même Taïwan sont des États, alors, par exemple, Guernesey (sur la législation duquel le Royaume-Uni a un droit de regard qui est en pratique tombé en désuétude, et qui n'a constitutionnellement pas de politique extérieure propre bien qu'il ait en pratique des relations diplomatiques directes avec la France), Sercq (seigneurie féodale vassale du duc de Normandie, dont les pouvoirs exécutif, législatif et judiciaire sont autonomes, mais qui est administrativement rattachée au précédent), ou même n'importe quel canton suisse en sont également. Les critères habituels sont en fait très liés à la notion moderne d'État-nation. Partout jusqu'à la fin du Moyen Âge, et bien après dans de nombreuses régions, les « États » ne sont que la matérialisation de la puissance qu'une personne physique tire de la propriété ou de la possession de terres sous forme d'une autorité plus ou moins reconnue dans l'espace, le temps et la portée juridique.

## Exemples

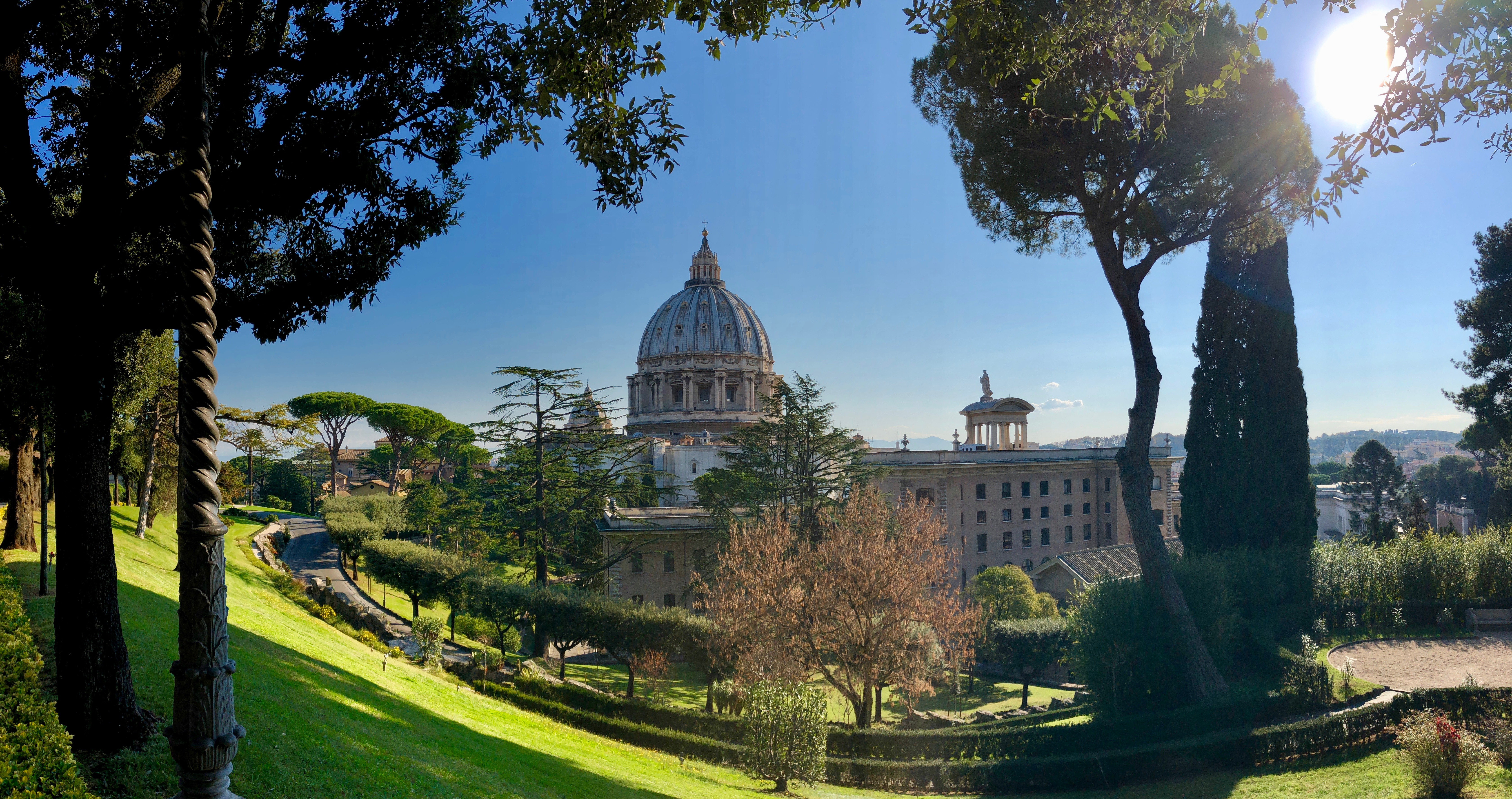
Le Vatican, le plus petit État du monde.

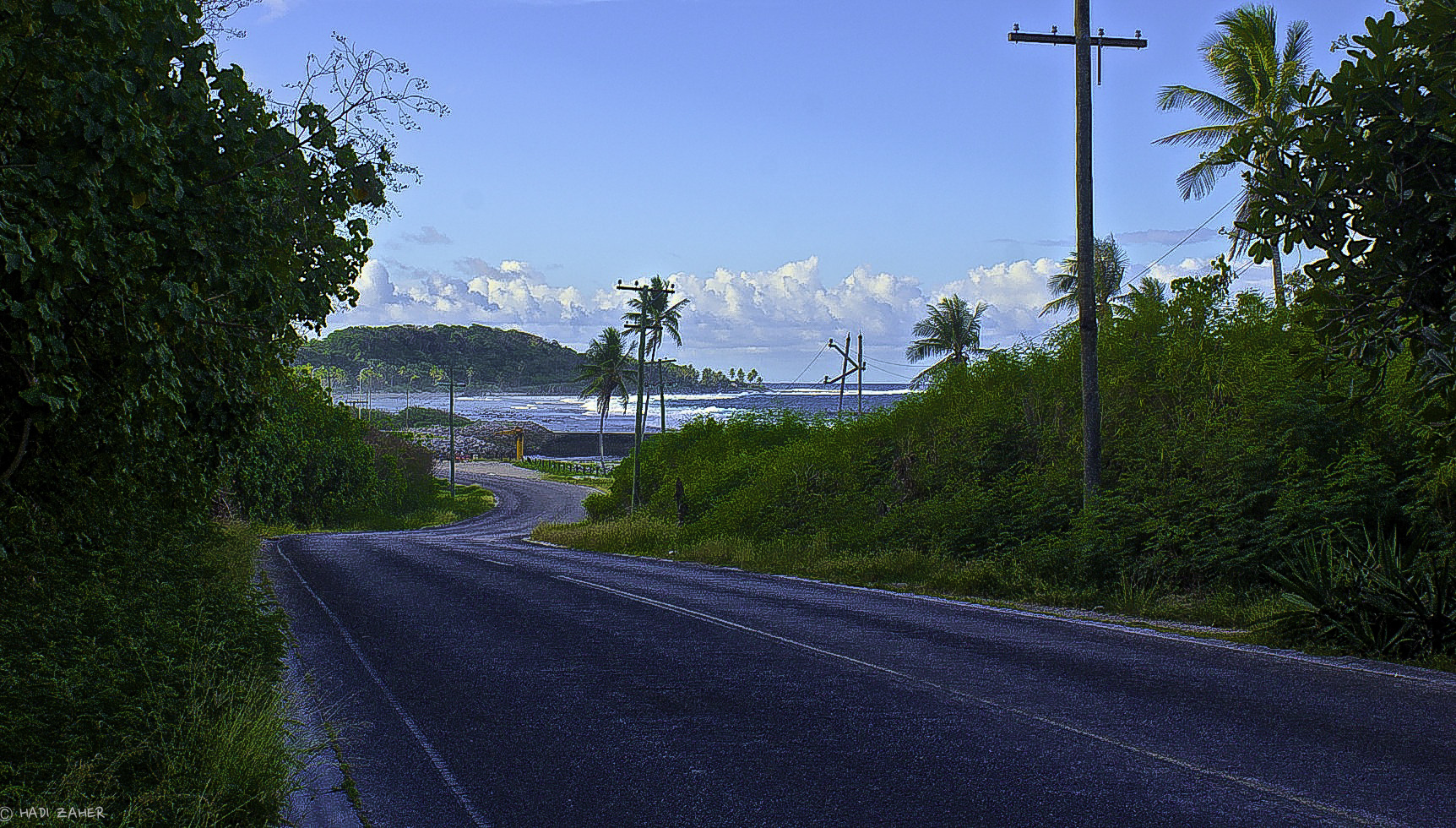
Nauru, le plus petit État d'Océanie.

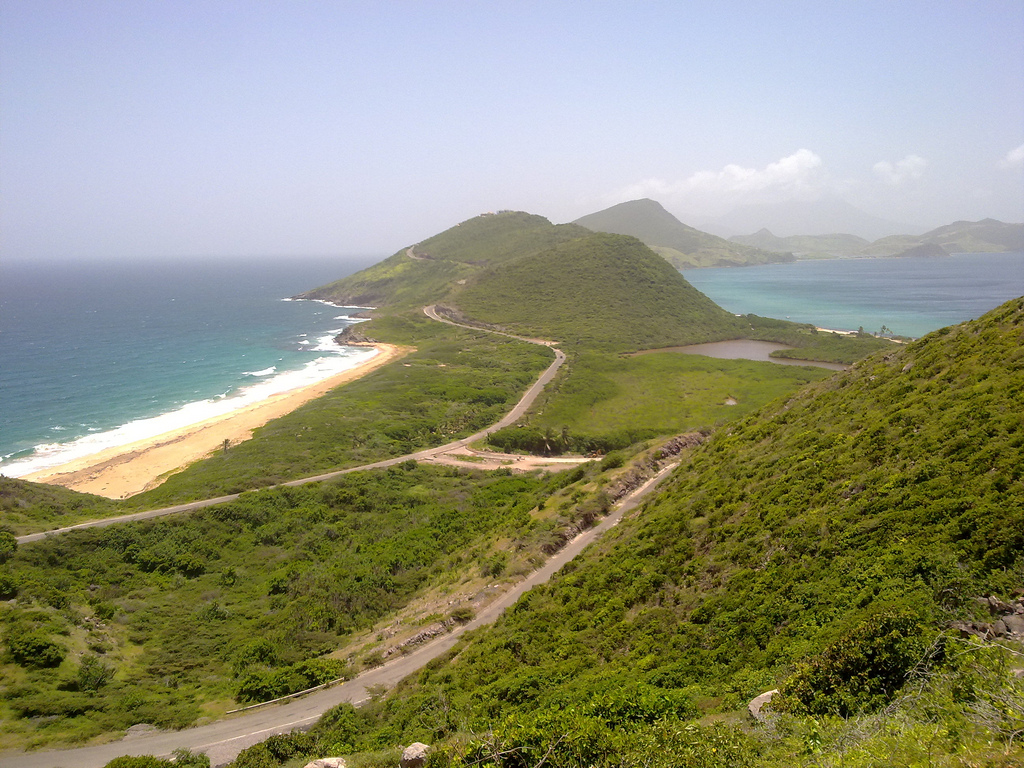
Saint-Christophe-et-Niévès, le plus petit État des Amériques.

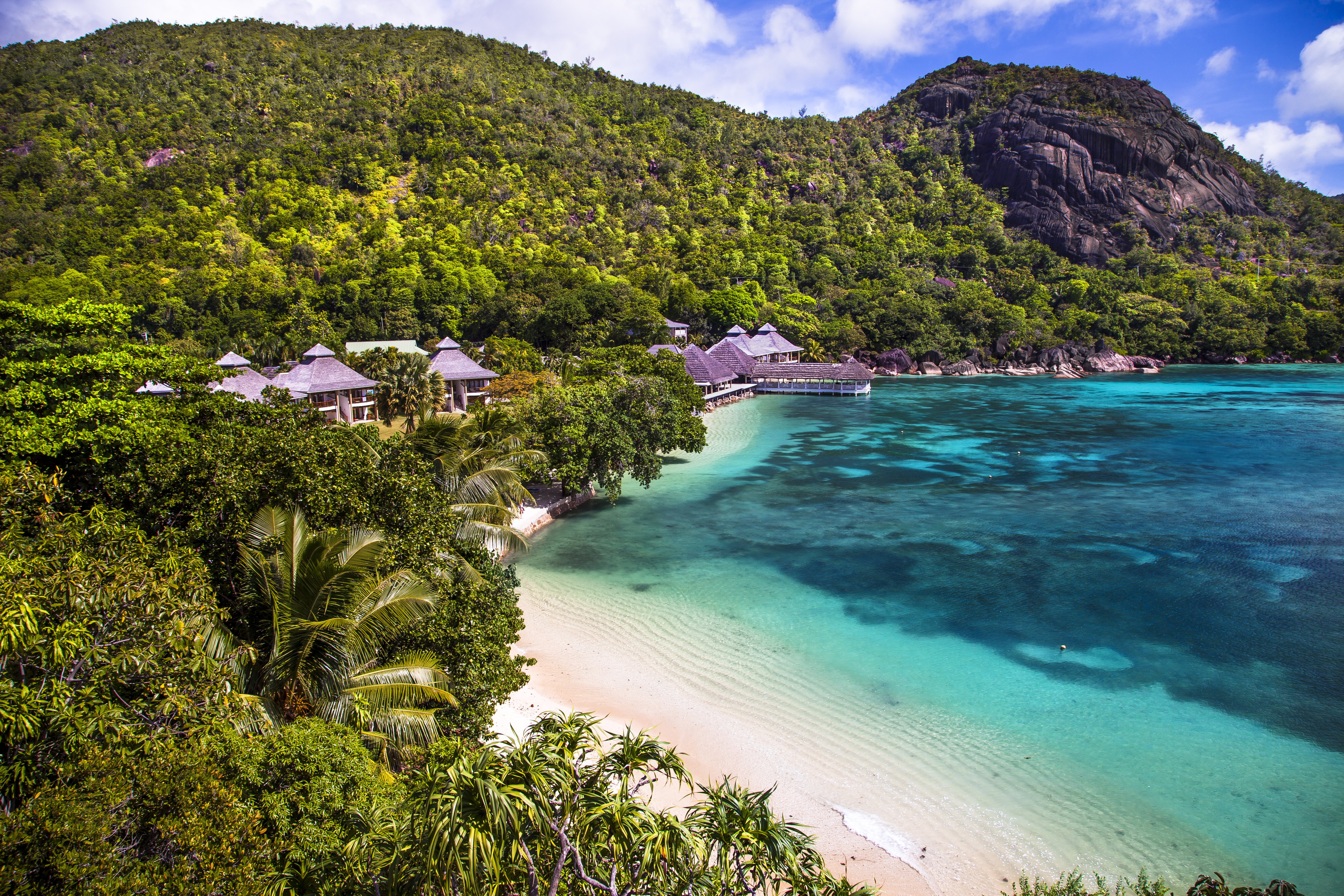
Les Seychelles, le plus petit État d'Afrique.

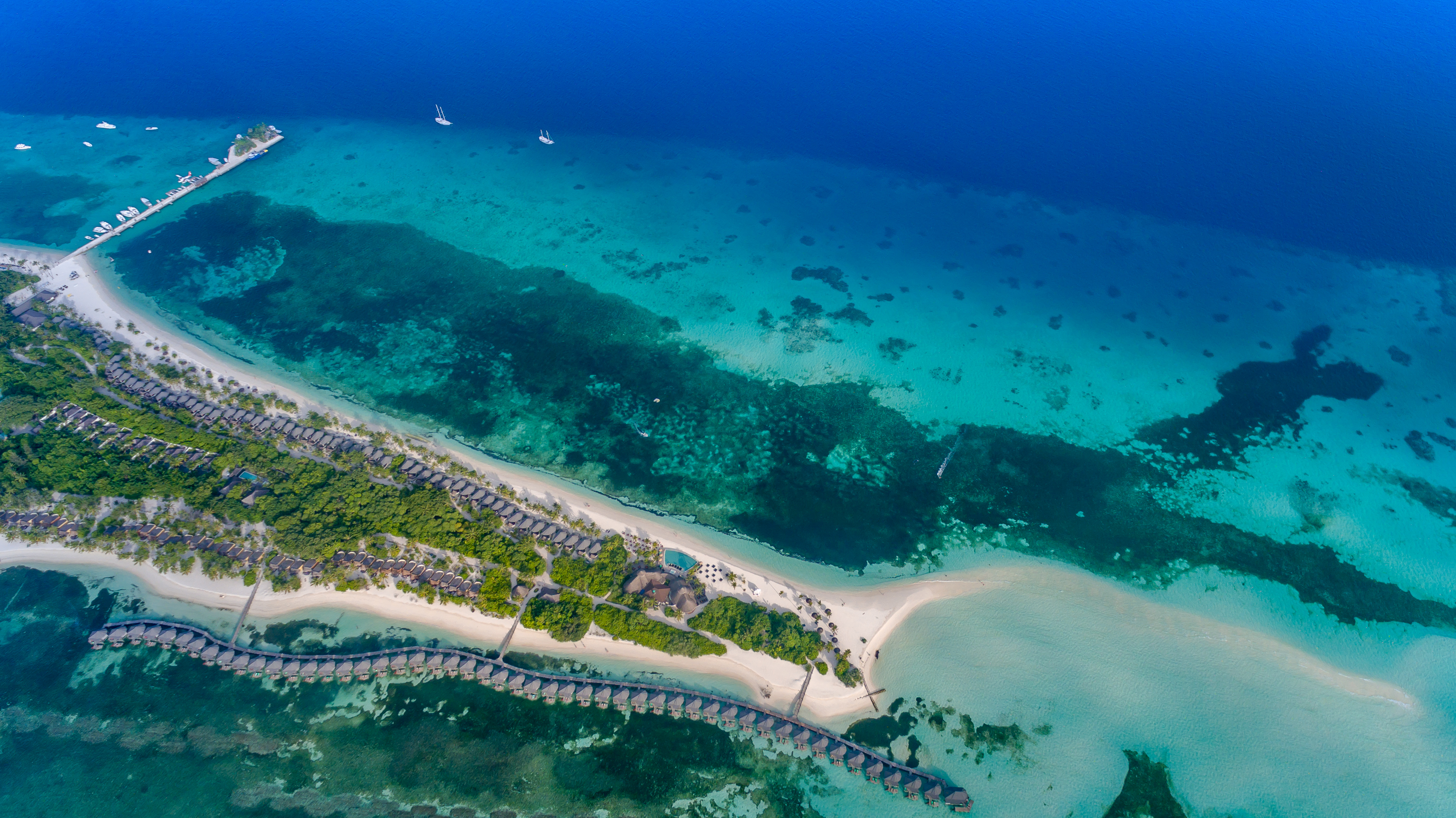
Les Maldives, le plus petit État d'Asie.

Cette mention est également subjective, un micro-État pouvant être ressenti comme tel parce qu'il est entouré par des pays de taille considérablement plus importante (comme l'Andorre, qui est enclavé entre l'Espagne et la France, chacune mille fois plus grande).
| Rang | Pays / Territoire               | Superficie (km2) | Région                     |
| ---- | ------------------------------- | ---------------- | -------------------------- |
| 1    | Vatican                         | 0,44             | Europe                     |
| 2    | Monaco                          | 2,02             | Europe                     |
| 3    | Nauru                           | 21               | Océanie                    |
| 4    | Tuvalu                          | 26               | Océanie                    |
| 5    | Saint-Marin                     | 61               | Europe                     |
| 6    | Liechtenstein                   | 160              | Europe                     |
| 7    | Îles Marshall                   | 181              | Océanie                    |
| 8    | Îles Cook                       | 240              | Océanie                    |
| 9    | Niue                            | 260              | Océanie                    |
| 10   | Saint-Christophe-et-Niévès      | 261              | Caraïbes                   |
| 11   | Maldives                        | 298              | Asie – Océan Indien        |
| 12   | Malte                           | 316              | Europe – Mer Méditerranée  |
| 13   | Grenade                         | 344              | Caraïbes                   |
| 14   | Saint-Vincent-et-les-Grenadines | 389              | Caraïbes                   |
| 15   | Barbade                         | 430              | Caraïbes                   |
| 16   | Antigua-et-Barbuda              | 443              | Caraïbes                   |
| 17   | Seychelles                      | 455              | Afrique – Océan Indien     |
| 18   | Palaos                          | 459              | Océanie                    |
| 19   | Andorre                         | 468              | Europe                     |
| 20   | Sainte-Lucie                    | 616              | Caraïbes                   |
| 21   | États fédérés de Micronésie     | 702              | Océanie                    |
| 22   | Singapour                       | 714              | Asie                       |
| 23   | Tonga                           | 747              | Océanie                    |
| 24   | Dominique                       | 751              | Caraïbes                   |
| 25   | Bahreïn                         | 765              | Asie – Golfe Persique      |
| 26   | Kiribati                        | 811              | Océanie                    |
| 27   | Sao Tomé-et-Principe            | 964              | Afrique – Océan Atlantique |

À l'exception de Singapour et du Bahreïn, tous ont moins de 500 000 habitants.
| Rang | Pays/territoire/entité          | Population | Densité (pop./km²) | Région                     |
| ---- | ------------------------------- | ---------- | ------------------ | -------------------------- |
| 1    | Vatican                         | 921        | 2 093,2            | Europe                     |
| 2    | Niue                            | 1 190      | 4,6                | Océanie                    |
| 3    | Nauru                           | 9 488      | 451,8              | Océanie                    |
| 4    | Tuvalu                          | 10 782     | 414,7              | Océanie                    |
| 5    | Palaos                          | 21 186     | 46,2               | Océanie                    |
| 6    | Îles Cook                       | 21 923     | 91,3               | Océanie                    |
| 7    | Monaco                          | 30 508     | 15 103             | Europe                     |
| 8    | Saint-Marin                     | 32 742     | 536,8              | Europe                     |
| 9    | Liechtenstein                   | 37 313     | 233,2              | Europe                     |
| 10   | Saint-Christophe-et-Niévès      | 51 538     | 197,5              | Caraïbes                   |
| 11   | Îles Marshall                   | 70 983     | 392,2              | Océanie                    |
| 12   | Dominique                       | 73 449     | 97,8               | Caraïbes                   |
| 13   | Andorre                         | 85 458     | 182,6              | Europe                     |
| 14   | Antigua-et-Barbuda              | 91 295     | 206,1              | Caraïbes                   |
| 15   | Seychelles                      | 91 650     | 201,4              | Afrique - Océan Indien     |
| 16   | Saint-Vincent-et-les-Grenadines | 102 918    | 264,6              | Caraïbes                   |
| 17   | Kiribati                        | 104 488    | 128,8              | Océanie                    |
| 18   | États fédérés de Micronésie     | 105 681    | 150,5              | Océanie                    |
| 19   | Tonga                           | 106 440    | 142,5              | Océanie                    |
| 20   | Grenade                         | 110 152    | 320,2              | Caraïbes                   |
| 21   | Sainte-Lucie                    | 163 362    | 265,2              | Caraïbes                   |
| 22   | Sao Tomé-et-Principe            | 190 428    | 197,5              | Afrique - Océan Atlantique |
| 23   | Samoa                           | 196 628    | 69,5               | Océanie                    |
| 24   | Vanuatu                         | 266 937    | 21,9               | Océanie                    |
| 25   | Barbade                         | 289 680    | 673,7              | Caraïbes                   |
| 26   | Islande                         | 317 351    | 3,1                | Europe                     |
| 27   | Bahamas                         | 321 834    | 23,2               | Caraïbes                   |
| 28   | Belize                          | 340 844    | 14,8               | Amérique centrale          |
| 29   | Maldives                        | 393 595    | 1 320,8            | Asie - Océan Indien        |
| 30   | Malte                           | 412 655    | 1 305,9            | Europe - Mer Méditerranée  |
| 31   | Brunei                          | 422 675    | 73,3               | Asie                       |

À l'exception des Samoa, du Vanuatu, de l'Islande, des Bahamas, du Belize et du Brunei, tous ont une superficie (hors territoire marin) de moins de 1 000 km2.

## Micro-États disparus
Beaucoup de pays européens désormais disparus seraient de nos jours considérés comme des micro-États. Par exemple, le Saint-Empire romain germanique, avant la fin du XVIIIe siècle, était composé de plusieurs centaines de petites entités.
Parmi les micro-États qui ont connu une certaine notoriété dans les temps modernes, on peut citer :
- La république de Raguse (aujourd'hui Dubrovnik) : 1272-1808 ;
- Le Couto Misto (démembré, et aujourd'hui réparti entre le Portugal et l'Espagne) : Xe siècle-1864
- La république des Escartons (Briançonnais) : 1343-1789
- La république de Mulhouse : 1347-1798 ;
- Le comté puis la principauté de Montbéliard : 1042-1793 ;
- La république de Genève : 1535-1798 ;
- La république du Bouregreg : 1627-1668 ;
- La république de Libertalia : 1709-1710 ;
- La principauté de Salm-Salm : 1751-1793 ;
- La république de Cracovie : 1815-1846 ;
- Moresnet neutre : 1816-1920 ;
- La République de l'Indian Stream : 1832-1835 ;
- L'État libre du Goulot : 1919-1923 ;
- Le beylicat de Mastchoh : 1920-1923 ;
- Le territoire de Memel (aujourd'hui Klaipėda) : 1920-1923 ;
- L'État libre de Fiume (aujourd'hui Rijeka), qui succéda à la régence italienne du Carnaro : 1920-1924 ;
- La ville libre de Dantzig (aujourd'hui Gdańsk) : 1920-1939 ;
- La zone internationale de Tanger : 1925-1956 ;
- Le territoire libre de Trieste : 1947-1954.

On peut également mentionner :
- La cité de Saint-Malo (France) : elle fut une micronation indépendante et tolérée par la couronne de France de mars 1590 à octobre 1594, que l'on désigne aujourd'hui sous le nom de République de Saint-Malo. Il en reste une devise locale culte : « Ni Français, ni Breton, Malouin suis, Malouin je reste », dont l'origine reste floue, peut-être en référence à cette république malouine. Il en reste également la tradition de faire amener le pavillon municipal sur les bâtiments de la ville et les navires au-dessus du pavillon national français.
- La cité de Carthagène, qui se déclara canton indépendant pendant la Première République espagnole (1873-1874).